# Schwarzrücken-Höhlenschwalm
Der Schwarzrücken-Höhlenschwalm  oder  Schwarzrückenschwalm (Aegotheles savesi) ist eine extrem seltene Vogelart aus der Familie der Höhlenschwalme. Er ist endemisch auf Neukaledonien.

## Beschreibung
Bisher ist nur das männliche Belegexemplar aus dem Jahre 1880 beschrieben. Es hat eine Länge von 28 Zentimetern. Das gesamte Gefieder, einschließlich Flügel und Schwanz, ist schwarz mit einer engen graubraunen Wellenzeichnung. Die Flügel sind kurz und abgerundet. Der Schwanz ist lang und etwas gerundet. Die Beine sind lang und kräftig. Mehrere publizierte Illustrationen der Art basieren auf dem Baumschwalm und sind deshalb ungenau.

## Lebensraum und Lebensweise
Über die Lebensweise des Schwarzrücken-Höhlenschwalms ist kaum etwas bekannt. Die Art bewohnt vermutlich die Melaleuca-Savanne und Feuchtwälder. Die Sichtung im Jahre 1998 war in einem immergrünen Auwald in einer Höhenlage von etwa 800 Metern, wo ein einzelner Vogel für ungefähr 30 Sekunden bei der Insektenjagd beobachtet wurde. Der Mageninhalt des Holotypus bestand aus Käfern.

## Status
Der Schwarzrücken-Höhlenschwalm galt lange als verschollen. Das präparierte Typusexemplar wurde 1880 in einem Schlafzimmer in einem Haus der Ortschaft Tonghoué entdeckt. Es wird im World Museum Liverpool aufbewahrt und war für lange Zeit das einzige bekannte Exemplar, bis in den 1990er-Jahren ein weiteres Exemplar, das im Jahre 1915 erworben wurde, im Museo Civico di Zoologia in Rom, Italien, wiederentdeckt wurde. Nach unbestätigten Berichten über Exemplare von der Insel Maré und vom Tchamba Valley aus den 1950er-Jahren sowie über ein angeblich erlegtes Exemplar aus der Païta-Region im Jahre 1960 wurde im November 1998 im Riviere Ni Valley im Westen des Kouakoui-Massivs in der Province Sud auf Neukaledonien ein Individuum wiederentdeckt. Trotz einer anschließenden viermonatigen Expedition blieben weitere Nachweise über die Art erfolglos. Der Rückgang der Art ist vermutlich auf eingeschleppte Ratten und verwilderte Hauskatzen zurückzuführen.